# Lapidari (professió)

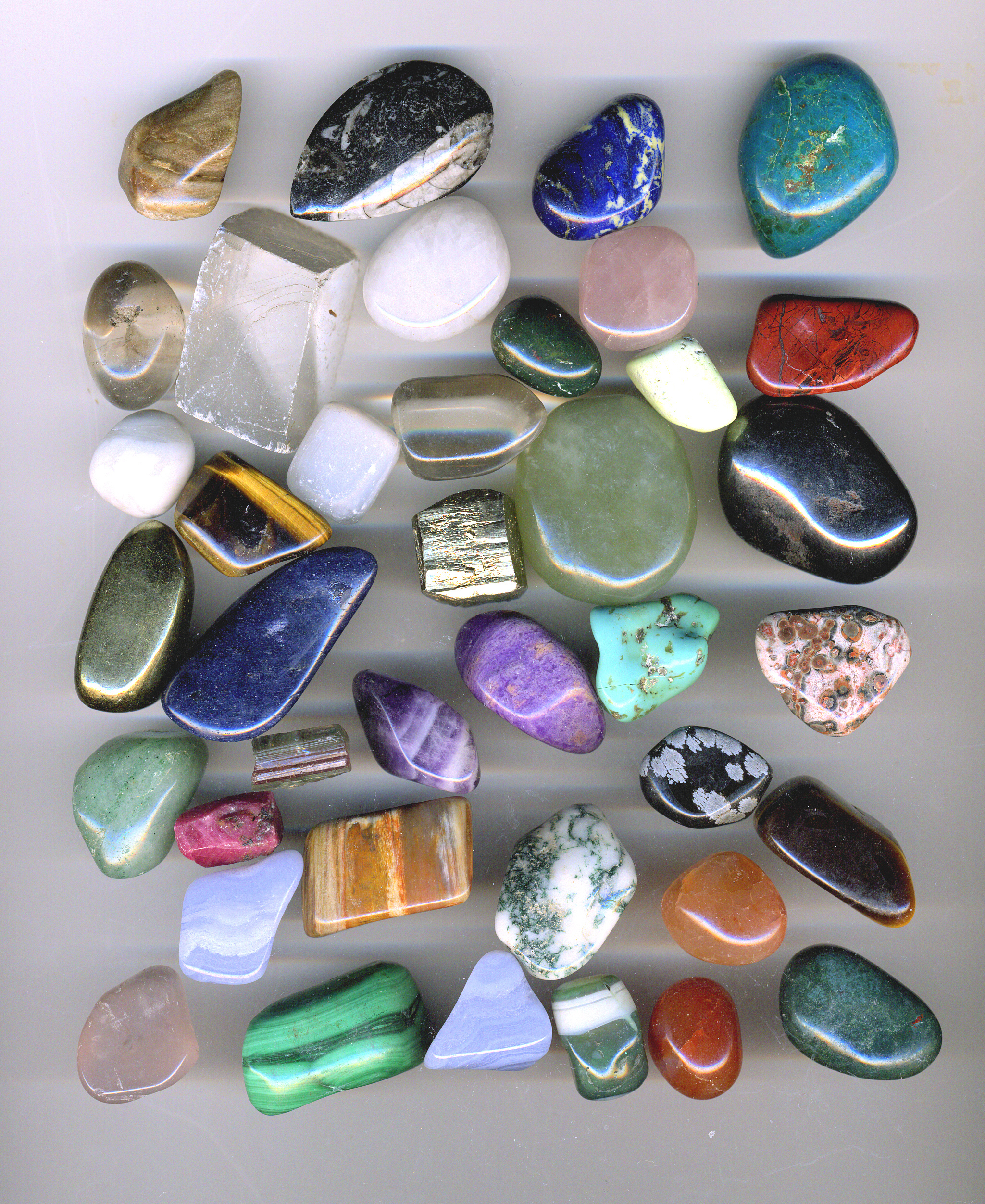
Gemmes diverses i altres pedres. Gairebé totes polides en un tambor de polir.

Un lapidari és el professional que treballa i comercia amb pedres precioses. Des d'una pedra en brut fins a la gemma acabada, efectuant les operacions de talla, polit, foradat i - eventualment- gravat.

## Etimologia
El terme deriva de la paraula llatina “lapis” que significa “pedra”. “Lapidarius” era la persona que treballava les pedres. En sentit general i també aplicat als que s'especialitzaven en gemmes. Del llatí va passar a les llengües vulgars. La cita més antiga en català és de Ramon Llull.
| «              | Oh, beneyt siats vos, Sènyer Deus: car enaxí com lo lapidari ha major amor e major volentat e major animositat a comprar la pera preciosa on pus fortment es conexent de sa gran vertut, en axí los homens on pus fortment son conexents de... | » |
| — Ramon Llull. | |   |

## Història

### Antecedents prehistòrics
La prehistòria de l'art lapidari es remunta a l'edat de pedra i s'estudia a partir dels artefactes diversos que han sobreviscut. Els materials de referència –a més de pedres i roques- són la banya, l'os, l'ivori, les petxines, l'ambre i altres.
Un exemple molt antic és el dels petròglifs. Gravar o tallar una roca implica una tecnologia (pel que fa a l'acció mecànica) i un cert grau de civilització (determinat per la voluntat de fer una obra no imprescindible, amb independència dels motius; motius que no es poden confirmar).
|  |  |  |

El poliment de pedres dures en el Neolític es demostra a partir d'artefactes. Hi ha destrals, puntes de llança, puntes de fletxa i pedres decoratives amb un acabat prou precís i un grau de finor adequat a les funcions de cada peça. Les tècniques de fabricació són comparables a les dels lapidaris de segles posteriors.
|  |  |

### Mesopotàmia
|  |  |  |  |

### Art de l'antic Egipte
|  |  |  |

### Jade xinès
|  |  |  |

## Lapidaris i diamantistes

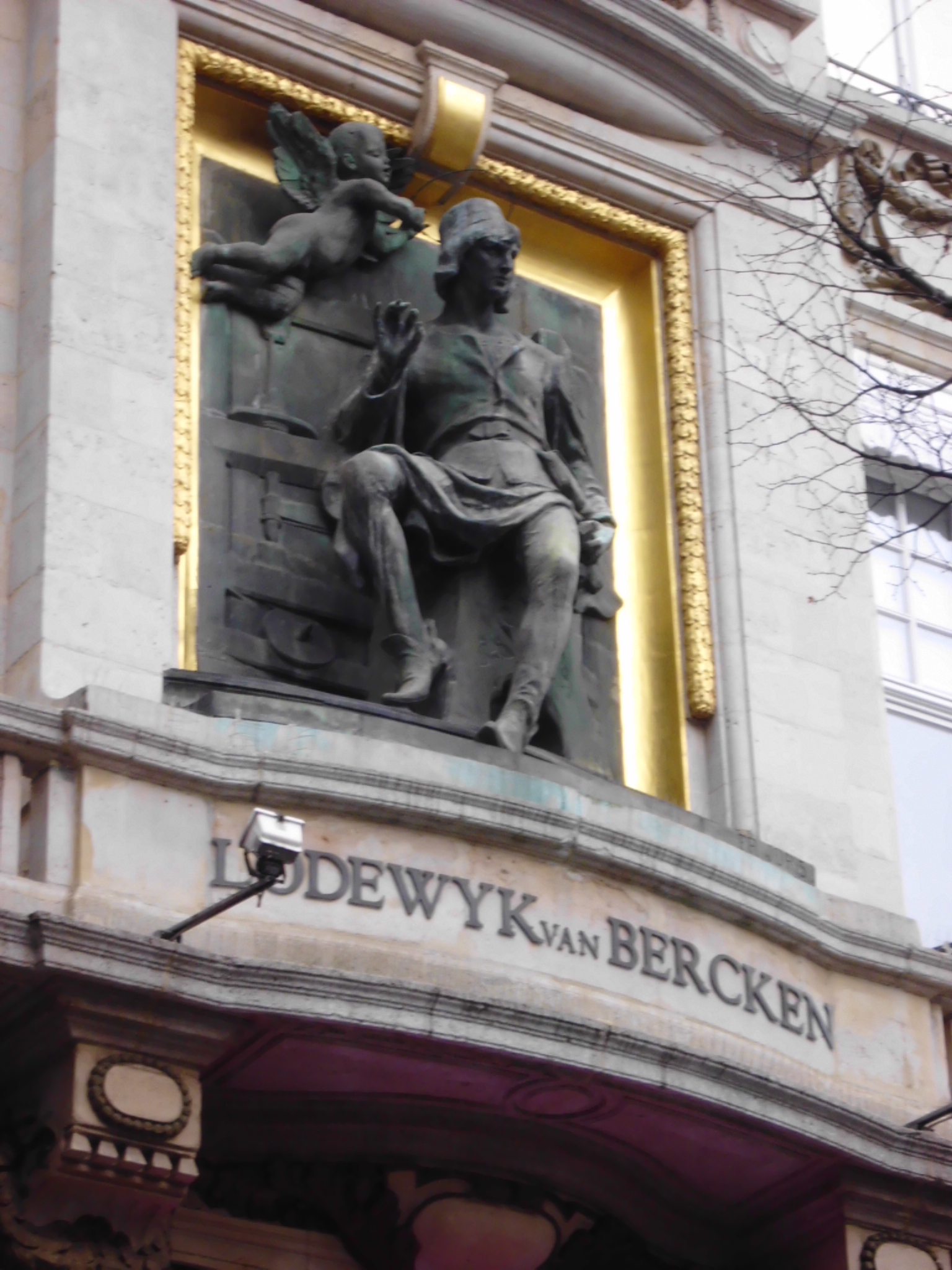
Monument a Lodewyk van Bercken (Antwerpen).

En l'actualitat els lapidaris treballen totes les gemmes menys els diamants. Un diamantista és un lapidari especialitzat en la talla dels diamants.

### Origen de la divisió
La talla en facetes dels diamants és relativament recent. Els antics els conformaven i polien com les altres pedres, amb poques facetes o sense. D'aquesta manera el diamant es tractava com una gemma secundària, sense atractiu i amb preus moderats o baixos.
Cap al 1476, Lodewyk van Bercken (un jove burgès de Bruges que no era lapidari) va descobrir i perfeccionar la talla dels diamants amb un torn horitzontal, pólvores de diamant i oli d'oliva. El procediment actual és pràcticament el mateix. La taula del torn (de ferro dolç) és circular i gira –a gran velocitat- horitzontalment sobre un arbre vertical. En la superfície de la taula una barreja d'oli d'oliva i pólvores de diamant fa funcions abrasives i refrigerants. D'aquesta manera és possible tallar en la pedra les facetes desitjades. Amb un disseny adequat hom procura aprofitar els quirats de la pedra en brut i optimitzar els joc de reflexs de llum en les facetes del diamant. Així, els diamants tallats es convertiren en gemmes molt preuades i desitjades.

## Formes de les pedres acabades
Els lapidaris comencen a treballar les pedres en brut (de forma generalment irregular) i executen una sèrie d'operacions fins a obtenir, en cada cas, una pedra acabada (apta per a ser comercialitzada directament o lliurada a un argenter per a ser muntada en una joia).
La forma final d'una pedra fina pot adoptar les variants següents:
- les pedres transparents són tallades amb facetes
- les pedres opaques es tallen en caboixó[9]
- les petites pedres de poc valor es deixen en la forma original (o gairebé) i es poleixen “a granel” en màquines automàtiques (semblants a una rentadora de roba de tambor; una màquina d'aquesta mena s'anomena “tumbler polisher” en anglès; una possible traducció catalana seria “polidora de tambor”).

## Tasques i eines
Les tasques d'un lapidari tradicional eren múltiples i diverses. Antigament un lapidari havia de ser un expert en reconèixer i avaluar les pedres en brut. Actualment aquesta feina es reserva al gemmòleg. L'ofici pròpiament dit implica les tècniques exposades a continuació.
- Marcatge. La pedra en brut es pot marcar abans d'altres operacions (serrat, trepat…).
- Serrat i operacions similars. La divisió d'un diamant pot fer-se amb serra de cinta, de disc o de fil. Actualment es pot fer amb un làser de tall.
- Clivatge. Els diamants i altres pedres poden dividir-se amb una falca d'acer colpejada amb un martell. La falca actua en un petit solc practicat en la pedra prèviament.[10]
- Desbastat (“débrutage”). Amb els diamants es practica en un torn tradicional (d'eix horitzontal i a l'aire). S'usen dos diamants. Un dels diamants, unit a una tija, gira en el torn. L'altre diamant – també unit a una tija- serveix d'eina. Així s'aconsegueix una forma circular.[11]
- Facetatge. Les facetes es tallen en el torn de lapidari, un disc horitzontal de metall que gira en un arbre vertical. Sobre el disc hom disposa un material abrasiu i un líquid refrigerant.
- Trepat. Les perles dels collarets i peces similars, estan foradades.

### Subjecció de la pedra
Algunes de les tasques de desbast i polit poden efectuar-se subjectant la pedra directament amb els dits. En molts casos però, la pedra s'enganxa a una tija (tija de lapidari, “dop stick”) mitjançant lacre o una substància similar.
En les operacions de desbast o de talla en caboixó la tija pot ser senzilla, de dimensions lliures i de qualsevol material. En l'operació de facetatge amb màquines modernes, la tija de suport acostuma a ser metàl·lica i de dimensions normalitzades. Per un cap rep la pedra i per l'altre es pot acoblar a diferents estris o útils (per exemple una facetadora).
|  |  |  |

### Facetadora

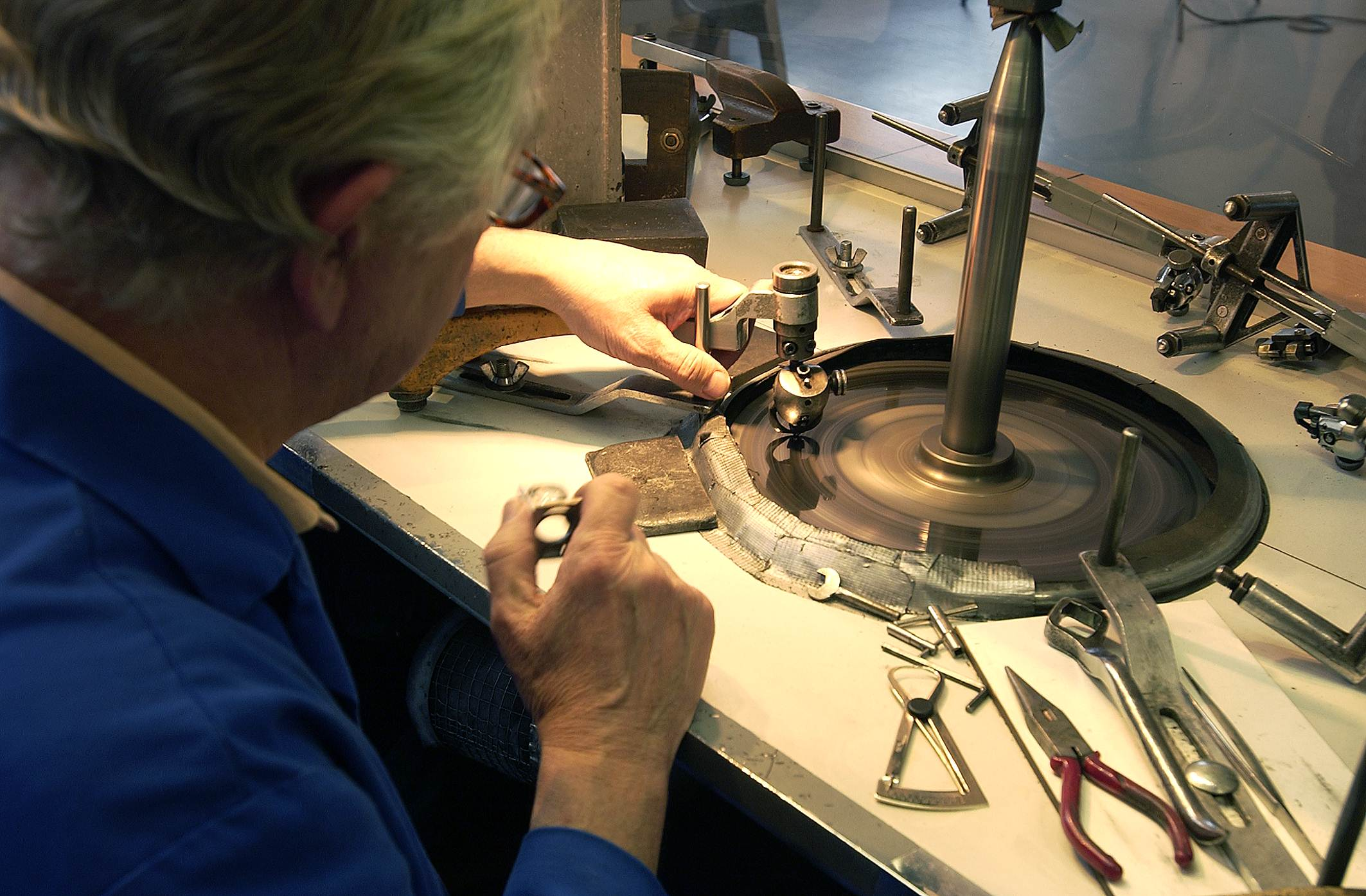
Tallador de diamants amb una facetadora de sobretaula.

Antigament les pedres amb facetes es tallaven a mà, amb l'única ajuda de la tija de lapidari. A partir de la talla del diamant, des del segle xv, la necessitat de tallar moltes facetes amb precisió va provocar la invenció i eI desenvolupament de la facetadora.
La facetadora és un estri que permet sostenir i guiar la pedra mantenint la seva orientació respecte del disc del torn. El sistema clàssic s'assembla al braç d'un tocadiscs: està articulat, permet alçar i baixar la posició de l'agulla lectora i permet un moviment horitzontal. De manera anàloga, la facetadora de base horitzontal permet els moviments del braç mantenint l'angle d'orientació del capçal I de la pedra. La pedra està enganxada a una tija normalitzada per un dels extrems. L'altre extrem de la tija es munta al braç de la facetadora.
Hi ha diversos models de facetadores. Els més importants són dos: els de base horitzontal independent (que reposa sobre la taula de treball, al costat del torn) i els de suport vertical fix.
Per a tallar facetes anàlogues en diferents angles de revolució de la pedra hi ha dispositius del tipus revòlver que permet canviar l'orientació angular de la pedra de forma ràpida, mantenint l'angle de tall de totes les facetes homòlogues.

## Especialitats
La professió de lapidari designa especialitats diferents que s'expliquen a continuació.

### Lapidaris de pedres fines
Bàsicament hi ha els lapidaris generalistes i els diamantistes. Entre els primers n'hi ha que s'especialitzen en productes determinats (perles, corall, turqueses, ambre, petxines…) de manera exclusiva o gairebé.

### Entalladors
L'art de gravar signes, paraules o figures sobre la superfície de pedres fines és molt antic. Hi ha lapidaris que es dediquen a l'entallament, altres es dediquen als camafeus. Ambdues especialitats produeixen gemmes treballades.

### Lapidaris depedra dura
L'expressió “pedra dura” és una traducció de l'italià “pietra dura” i fa referència a l'art lapidari d'incrustar pedres de color contrastat en una superfície – generalment plana- de marbre o similar, imitant l'art de la marqueteria de fusta.
|  |  |  |